# Zamek w Berlinie
Zamek miejski w Berlinie (niem. Berliner Schloss, Berliner Stadtschloss) – królewski pałac w centrum Berlina, na wyspie na Sprewie w dzielnicy Mitte.

## Historia

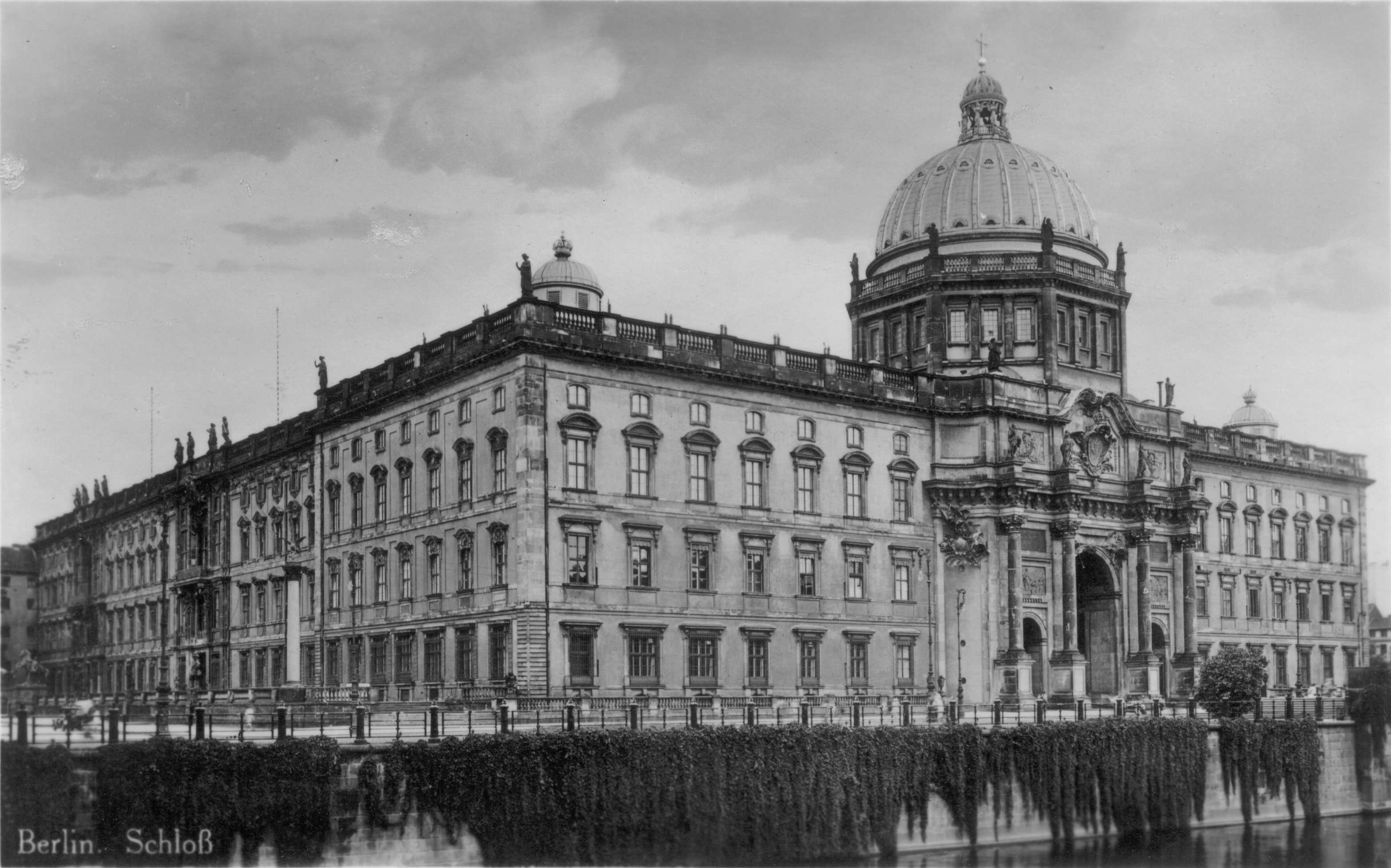
Zamek ok. 1920 roku

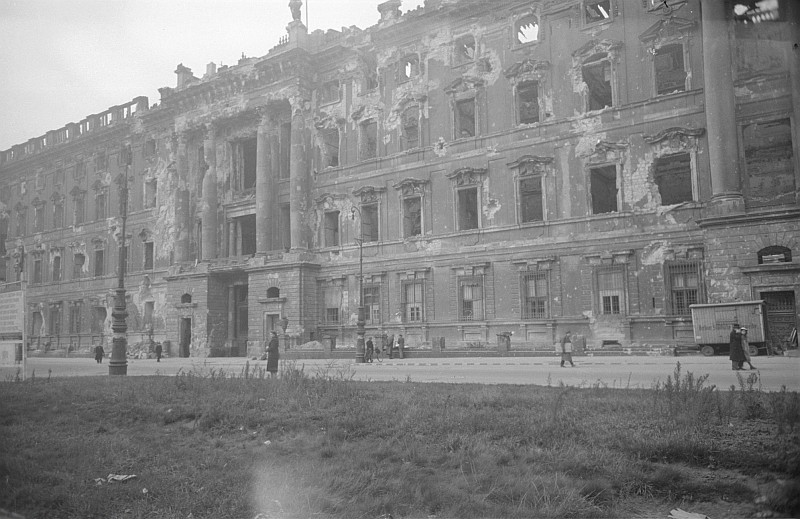
Ruiny zamku po II wojnie światowej

Zamek powstał jako siedziba władców Brandenburgii, następnie od roku 1701 (tj. utworzenia Królestwa Prus) był rezydencją królów Prus. Na przestrzeni lat był wielokrotnie przebudowywany. W 1845 roku zakończono budowę zamkowej kopuły i tym samym uzyskał on ostateczny kształt. Trzy lata później, w czasie Wiosny Ludów, przed zamkiem odbywały się burzliwe demonstracje, które zakończyły się rozlewem krwi. W latach 1871–1918 zamek był siedzibą cesarzy niemieckich. Po upadku monarchii i powstaniu Republiki Weimarskiej zamek pełnił funkcje muzealne. W 1945 roku został uszkodzony przez alianckie bombardowania. W roku 1950 zniszczone budynki zamku zostały całkowicie zburzone na polecenie władz NRD, które uznały go za symbol „pruskiego imperializmu”. W latach 1973–1976 na jego miejscu zbudowano Pałac Republiki. Z pałacu ocalał jedynie portal IV, wbudowany do pobliskiego gmachu Rady Państwa NRD. Z balkonu w tym portalu 9 listopada 1918 r. proklamował Karl Liebknecht powstanie Wolnej Socjalistycznej Republiki Niemiec.

## Odbudowa
Po zjednoczeniu Niemiec rozpoczęła się dyskusja nt. odbudowy zamku. W 2007 roku Bundestag podjął decyzję o jego odbudowie. Rekonstrukcja gmachu miała się rozpocząć w 2010 roku, po uprzedniej rozbiórce pałacu Republiki, która zakończyła się pod koniec 2008 roku.
Kamień węgielny został położony 12 czerwca 2013 roku przez prezydenta Niemiec Joachima Gaucka. Odbudowa dobiegła końca w 2020 roku, kiedy to pałac został oddany do użytku publicznego jako muzeum sztuki oraz hotel. Zamek-Forum Humboldta mieści muzea, a także zapewnia przestrzeń dla wydarzeń naukowych i kulturalnych. Celem powstania jest też przywrócenie historycznego wizerunku centrum Berlina. Przez pierwszy rok wstęp do instytucji kulturalnych znajdujących się w zamku był bezpłatny.

## Galeria

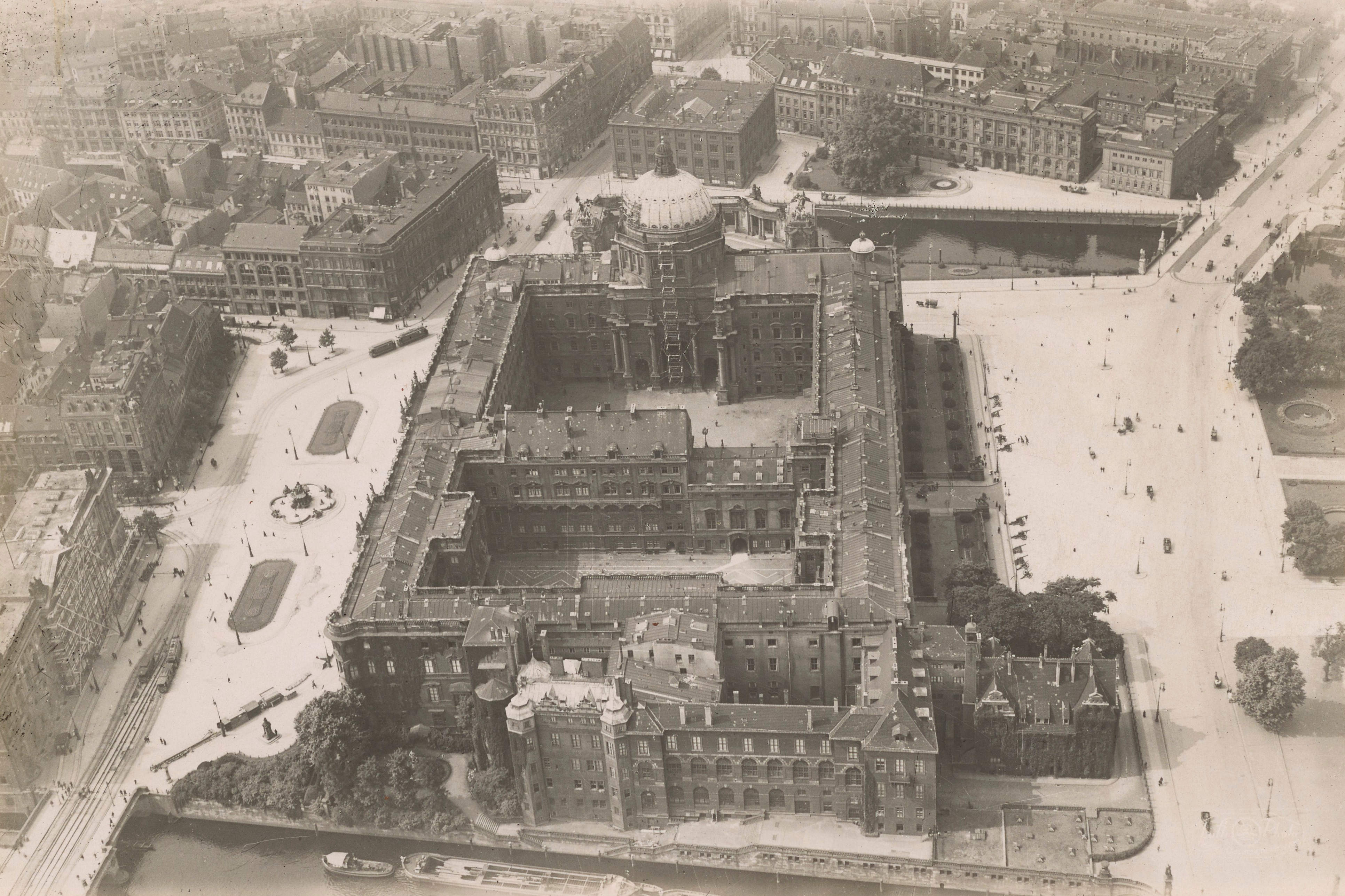
Zdjęcie lotnicze wykonane około 1920 roku
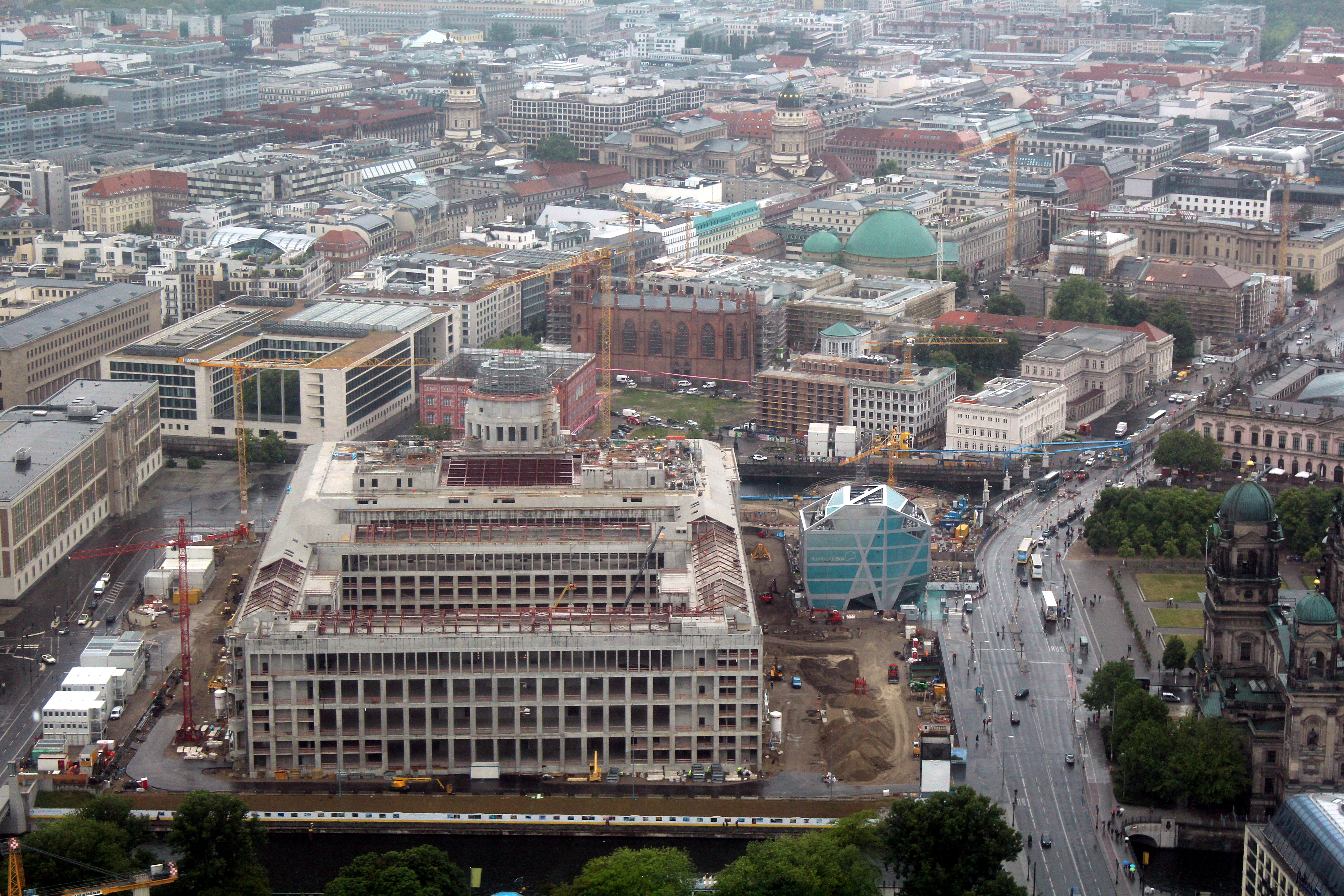
Widok na odbudowywany zamek w czerwcu 2015
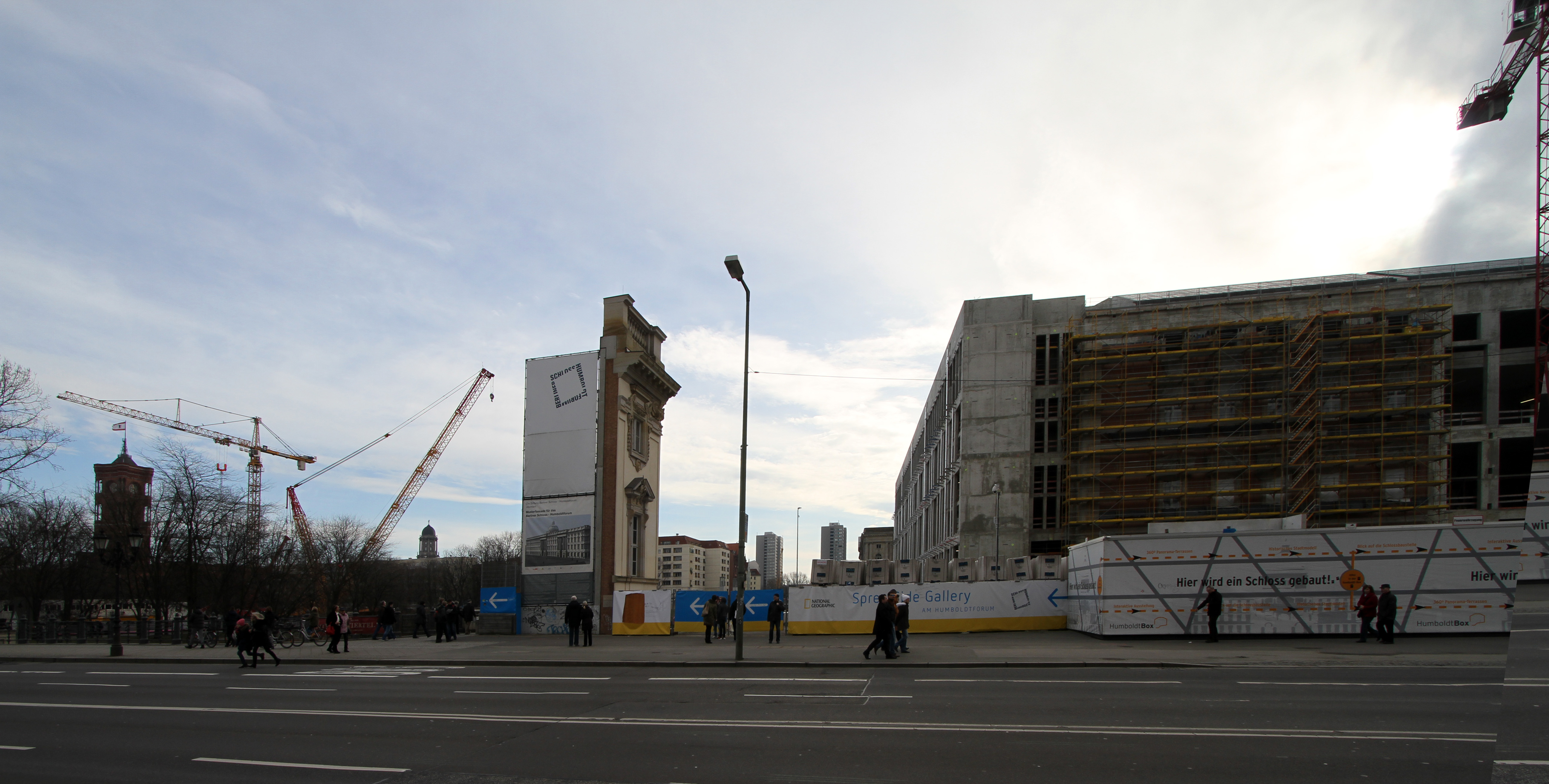
Rekonstrukcja zamku 2016
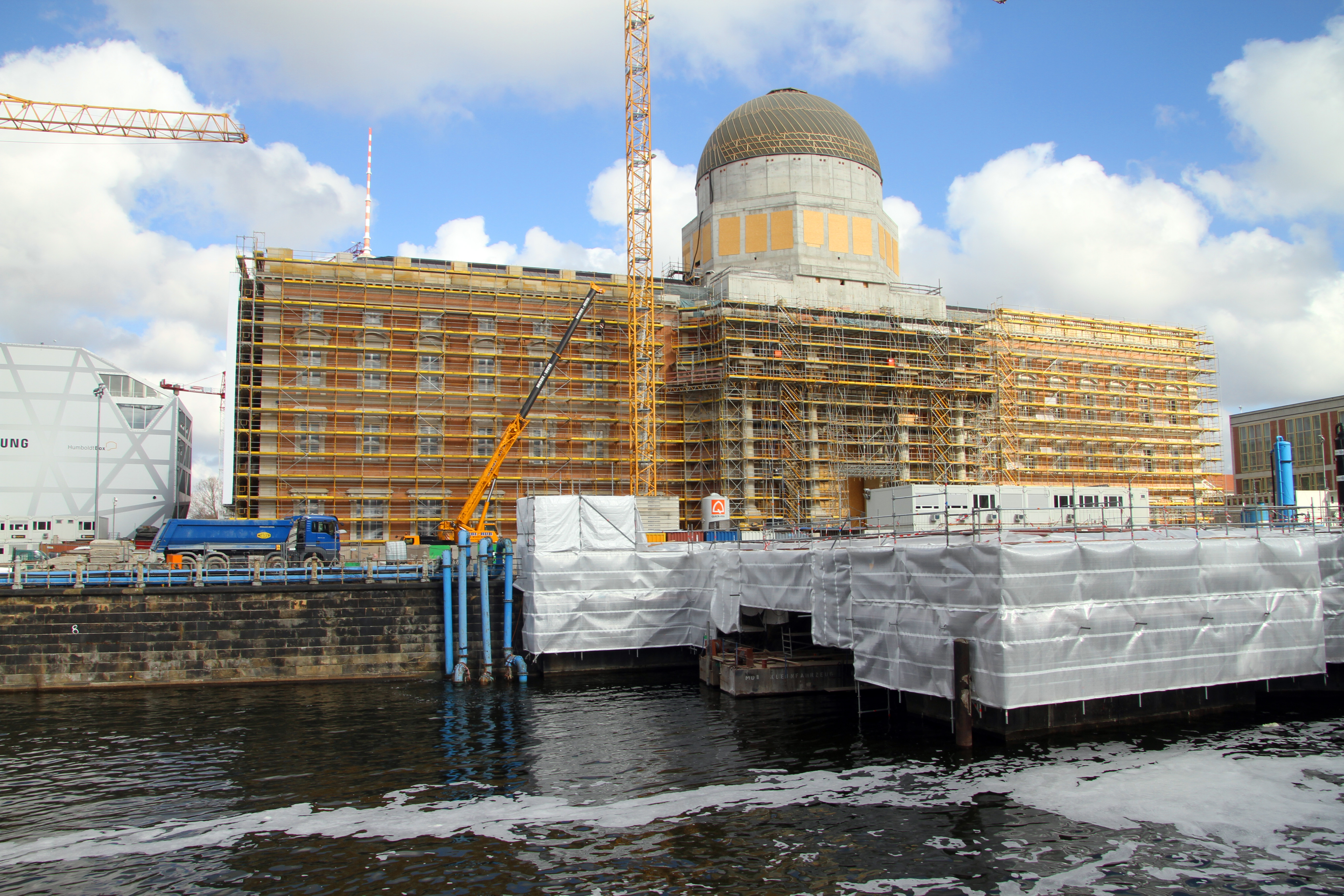
Rekonstrukcja zamku 2017
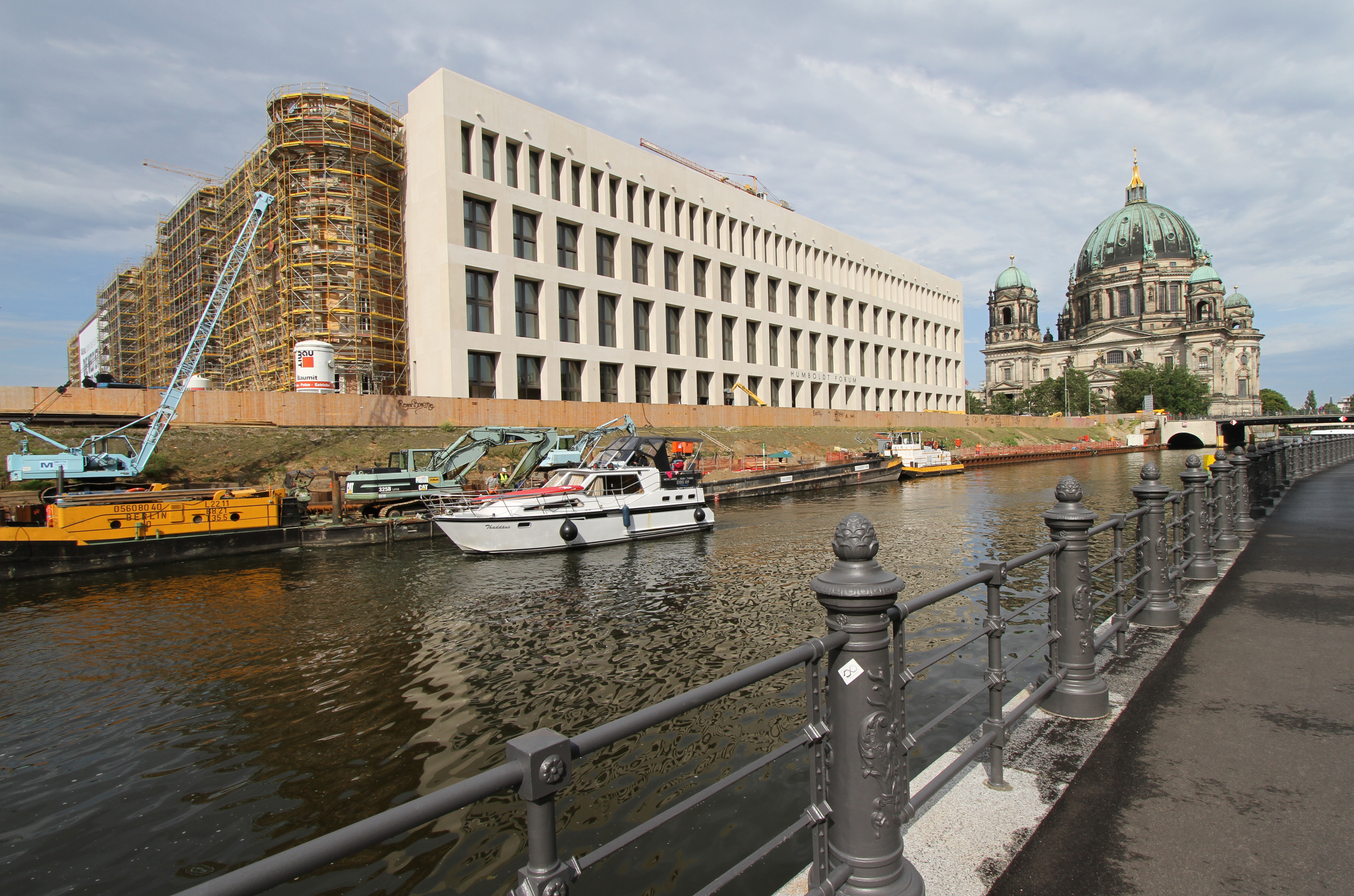
Zamek i Katedra Berlińska 2017
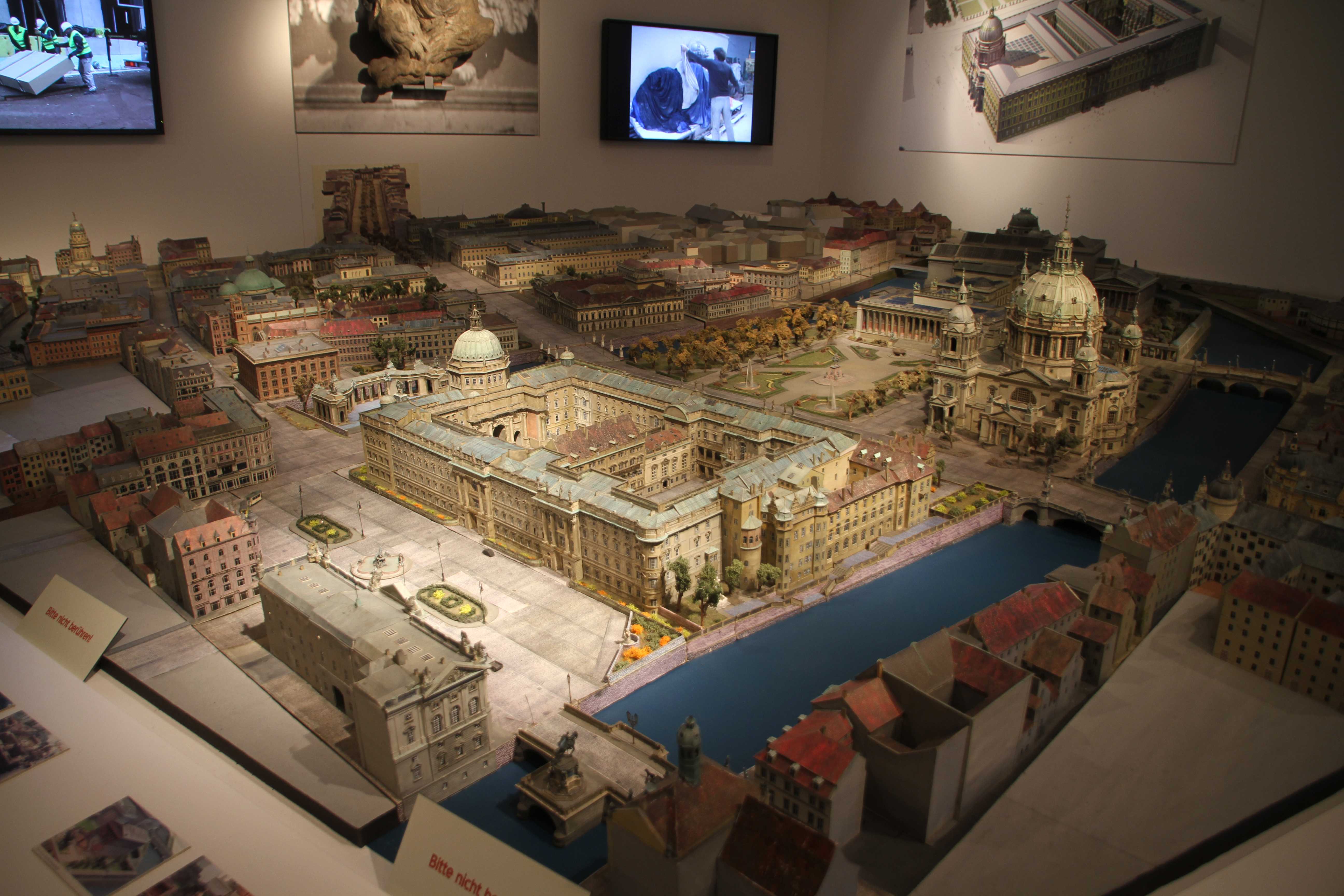
Model miasta w Humboldtbox